# Johnny Copeland
Johnny Copeland (27. března 1937 Haynesville – 3. července 1997 New York) byl americký bluesový zpěvák a kytarista. Svou první skupinu nazvanou Dukes of Rhythm založil ještě jako teenager. Později nahrál i několik alb, ale ta neměla žádný úspěch; významněji se prosadil až v osmdesátých letech. Jeho album Showdown, které v roce 1989 vydal společně s Albertem Collinsem a Robertem Crayem bylo oceněno cenou Grammy.